# Jorge Cadete
Jorge Paulo Cadete Santos Reis (* 27. August 1968 in Pemba, Portugiesisch Mosambik) ist ein ehemaliger portugiesischer Fußballspieler auf der Position des Stürmers. Cadete wurde in den 1990er Jahren jeweils einmal in Portugal und Schottland Torschützenkönig. Mit der Portugiesischen Nationalmannschaft nahm er an der Europameisterschaft 1996 teil.

## Karriere

### Verein
Jorge Cadete wurde im Jahr 1968 als Sohn von portugiesischen Eltern in Pemba, einer Hafenstadt in der damaligen Kolonie Mosambik geboren. Er siedelte zur Zeit der Unabhängigkeit Mosambiks mit seiner Familie nach Portugal über. Seine Fußballkarriere begann er im Alter von 15 Jahren in Portugal bei Académica Santarém. Von dort wechselte er 1984 zu Sporting Lissabon. Nach drei Jahren in der Jugend wurde er in der Saison 1987/88 in den Kader der Profimannschaft übernommen. Nach vier Einsätzen für Sporting in der Liga wurde Cadete noch 1987 an den Erstligaaufsteiger Vitória Setúbal verliehen. In 29 Partien in der Primeira Divisão erzielte er acht Tore und verhalf dem Verein zum sicheren Klassenerhalt. Er kehrte in der Sommerpause 1989 zurück nach Lissabon, wo er die folgenden fünf Jahre ununterbrochen spielte. In der Saison 1992/93 wurde er im Trikot von Sporting mit 18 Toren der Torschützenkönig der nationalen Meisterschaft. Gegen Ende seiner Zeit bei Sporting wurde Cadete im November 1994 erneut ausgeliehen, diesmal nach Italien an Brescia Calcio. Während seiner Zeit bei Brescia gelang ihm nur ein Tor in 13 Spielen in der Serie A. Nach seiner Rückkehr nach Lissabon kam er nur noch selten zum Einsatz. Insgesamt hatte er für den Verein seiner Jugend in 203 Spielen 81 Tore erzielt.
Am 24. Februar 1996 wurde Cadete im Celtic Park in Glasgow den Fans von Celtic Glasgow während des Ligaspiels gegen Partick Thistle als Neuzugang vorgestellt. Aufgrund langwieriger Verhandlungen zwischen Celtic und Sporting und Problemen bei der Spielberechtigung von Seiten der Scottish Football Association wurde der Wechsel erst im April 1996 offiziell vollzogen. Als Ablösesumme wurden 400.000 £ genannt. Nach einer Beschwerde des Celtic-Vorsitzenden Fergus McCann wurde SFA-Chef Jim Farry von seinen Pflichten entbunden, nachdem er für schuldig befunden worden war, die Spielberechtigung absichtlich zurückgehalten zu haben. Sein Debüt für Celtic gab Cadete schließlich am 1. April im Heimspiel gegen den FC Aberdeen, in dem er als Einwechselspieler das fünfte Tor beim 5:0-Sieg erzielte. In den restlichen sechs Partien der Saison 1995/96 traf er fünfmal in das gegnerische Tor. Cadete war auch in der folgenden Spielzeit 1996/97 sehr Treffsicher und wurde mit 25 Treffern Torschützenkönig. Obwohl persönlich erfolgreich, gewann er mit Celtic keinen Titel. Zusammen mit Pierre van Hooijdonk und Paolo Di Canio wurde Cadete in vertragliche Streitigkeiten mit dem Verein verwickelt. Er blieb Celtic-Spieler, ging jedoch zurück nach Portugal, weil er psychische Probleme hatte und sich nicht an das Leben in Schottland ohne seine Familie gewöhnt hatte.
Nachdem Cadete nicht zur Saisonvorbereitung in der Sommerpause 1997 in Glasgow erschienen war, wurde er kurzerhand für eine Ablöse von rund 3.500.000 £ an Celta Vigo abgegeben. Er spielte eineinhalb Jahre für die Galizier und erzielte bei seinem Debüt am 27. September 1997 bei einem 3:3-Unentschieden gegen Atlético Madrid ein Tor.
Im Januar 1999 wechselte er zusammen mit dem ehemaligen Celtic Teamkollegen van Hooijdonk zu Benfica Lissabon. Ein Jahr später kehrte er nach Großbritannien zurück und wechselte bis zum Ende der Saison als Leihspieler zum englischen Erstligaaufsteiger Bradford City. Er gab sein Debüt von der Bank bei einem 1:1-Unentschieden gegen Aston Villa. In sieben Partien blieb er Torlos. Für den Zeitraum von 2000 bis 2001 wurde Cadete an den Lissaboner Verein CF Estrela Amadora verliehen.
Nach dem Auslaufen des Vertrages bei Benfica im Jahr 2003 (für den Verein war in vier Jahren nur 19-mal zum Einsatz gekommen), blieb Cadete ohne Verein. Nachdem er keine neue Mannschaft gefunden hatte, zog er sich im Alter von 33 Jahren zunächst vom Fußball zurück und trat in der Promi-Version von Big Brother in Portugal auf.
Zu Beginn der Saison 2003/04 beschloss Cadete im Alter von 35 Jahren wieder aktiv Fußball zu spielen. Ende Januar 2004 unterzeichnete er einen kurzfristigen Vertrag beim schottischen Erstligisten Partick Thistle. Cadete hatte jedoch bereits schon zugestimmt bei den Raith Rovers zu unterschreiben und war sogar im Trikot der Rovers fotografiert worden. Cadete gab sein Debüt für Partick am 22. Februar 2004 gegen seinen ehemaligen Verein Celtic. Von einigen Celtic-Fans wurde er dabei verspottet. Nach einem halben Jahr verließ er Schottland wieder und kehrte zur Saison 2004/05 nach Portugal zurück und unterschrieb beim Drittligisten CD Pinhalnovense.
Danach spielte er von 2005 bis 2007 für den FC São Marcos einen Amateurverein aus dem gleichnamigen Ort São Marcos da Ataboeira.
Nach seinem Karriereende hatte Cadete mit finanziellen Problemen zu kämpfen und war auf staatliche Hilfe angewiesen.

### Nationalmannschaft
Jorge Cadete debütierte für Portugal International am 9. Januar 1985 in der U16 gegen die Schweiz. Im gleichen Jahr folgten fünf weitere Einsätze in dieser Altersklasse. Im März 1986 folgte zwei Spiele in der U18 gegen Belgien und die Niederlande. Im Jahr 1989 kam jeweils ein Spiel in der U21 gegen Belgien und der Tschechoslowakei hinzu.
Sein Debüt in der A-Nationalmannschaft gab er am 29. August 1990 gegen den amtierenden Weltmeister Deutschland, das erstmals durch den neuen Bundestrainer Berti Vogts betreut wurde. Im Jahr 1996 wurde er vom portugiesischen Nationaltrainer António Oliveira in den Kader für die Europameisterschaft in England berufen. Cadete spielte zu dieser Zeit bei Celtic Glasgow und war neben Fernando Couto, Rui Costa Paulo Sousa und Luís Figo einer von fünf Legionären im 22er Kader. In der Vorrunde kam er in der Partie gegen die Türkei, und im Viertelfinale gegen den späteren Finalisten Tschechien zum Einsatz.

## Erfolge
Individuell
- Torschützenkönig in Portugal: 1993
- Torschützenkönig in Schottland: 1997

mit Sporting Lissabon
- Portugiesischer Pokalsieger: 1995
- Portugiesischer Supercup: 1995